# ヴァーミリオン川 (サウスダコタ州)

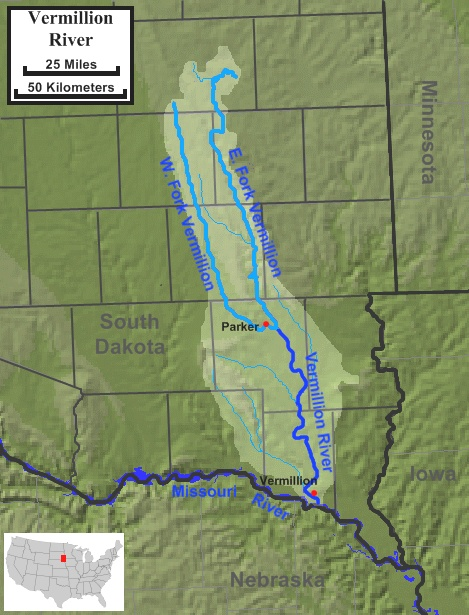
流域

ヴァーミリオン川（ヴァーミリオンがわ、Vermillion River）は、アメリカ合衆国のサウスダコタ州東部を流れる全長約72kmの川で、ミズーリ川の支流である。
プレーリー丘陵にある、サウスダコタ州キングスバリー郡のホワイトウッド湖を水源とするイーストフォークヴァーミリオン川（East Fork Vermillion River、全長89km）と、マイナー郡に水源のあるウェストフォークヴァーミリオン川（West Fork Vermillion River、全長80km）がほぼ平行に南に流れ、パーカーの東で合流してヴァーミリオン川となる。ヴァーミリオン川は南に流れヴァーミリオンの南約8kmでミズーリ川に合流する。